# Lycée de Kabataş
Le lycée de Kabataş (en turc: Kabataş Erkek Lisesi) est un lycée public situé à Istanbul. Fondé en 1908, c'est l'un des lycées les plus réputés en Turquie.

## Histoire
L'établissement est fondé le 18 mai 1908 sous le nom de Kabataş Sultanisi. Il prend son nom actuel, lycée de garçons de Kabataş (Kabataş Erkek Lisesi), après la dissolution de l'Empire ottoman et l'instauration du régime républicain. En 1928 et 1929, l'établissement est déplacé aux palais Feriye, où se situe également depuis 1992 l'université Galatasaray.